# 71 Dywizjon Pancerny
71 Dywizjon Pancerny (71 dpanc) – pancerny pododdział rozpoznawczy Wojska Polskiego II RP w wojnie obronnej 1939

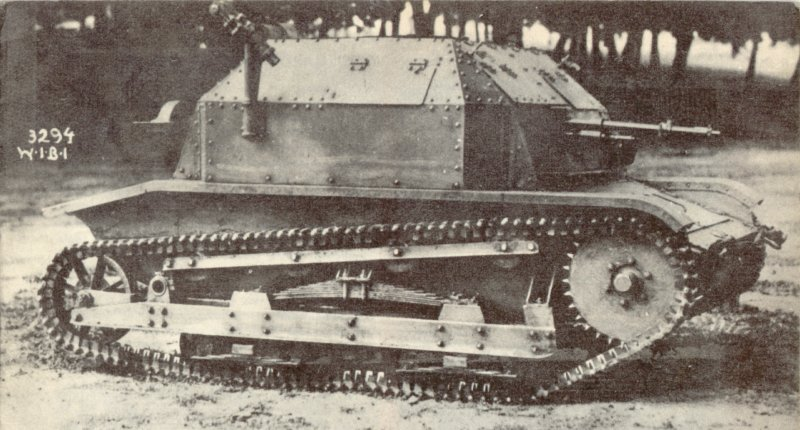
czołg TK-3

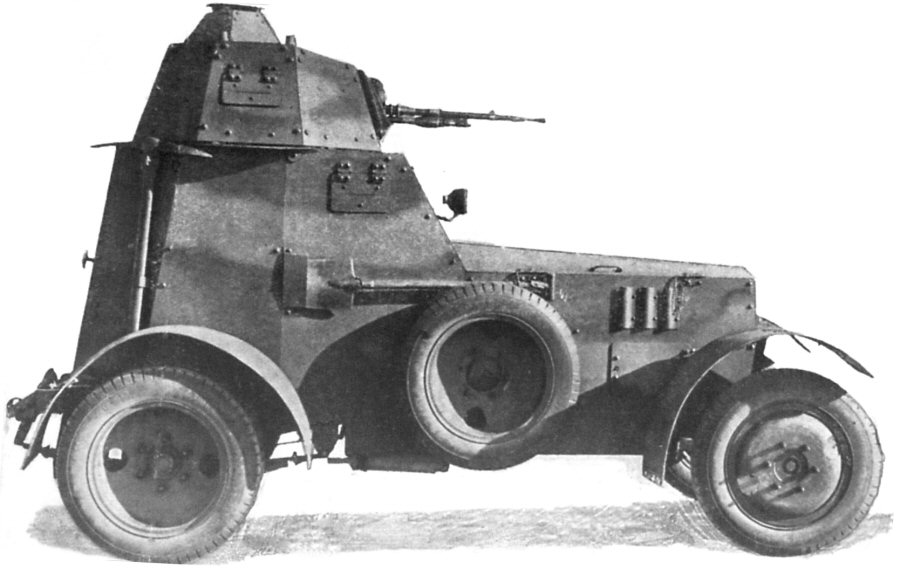
Samochód pancerny wz. 34

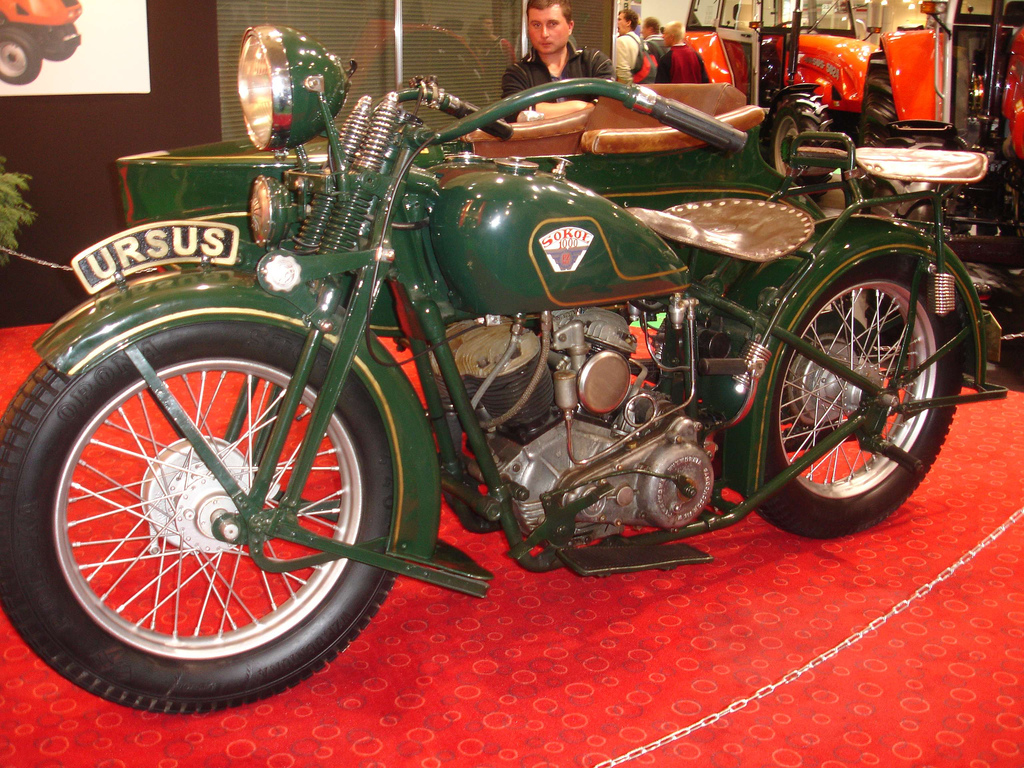
Motocykl Sokół 1000

## 71 dpanc w kampanii wrześniowej

### Mobilizacja
Dywizjon nie występował w organizacji pokojowej wojska. Sformowany został w dniach 24–25 sierpnia 1939 przez 1 batalion pancerny z Poznania dla Wielkopolskiej Brygady Kawalerii podczas mobilizacji alarmowej w grupie żółtej w czasie A+24.
27 sierpnia 1939, po zakończeniu mobilizacji, dywizjon rozmieścił się w lasach pod Śremem jako odwód dowódcy brygady. Generał Roman Abraham rozdysponował dywizjon przeznaczając szwadron samochodów pancernych do OW „Rawicz”, a szwadron czołgów rozpoznawczych do OW „Leszno”. Dywizjon składał się z dwóch szwadronów: samochodów pancernych, czołgów rozpoznawczych i plutonu techniczno–gospodarczego. Pierwszy z wymienionych pododdziałów uzbrojony był w siedem samochodów pancernych wzór 1934-II, natomiast drugi szwadron w dziewięć czołgów rozpoznawczych TK,  oraz cztery czołgi TKS uzbrojone w 20 mm najcięższe karabiny maszynowe wzór 1938 FK-A.

### Działania bojowe

#### Bitwa graniczna
1 września w rejonie Rawicza granicę przekroczyły grupy niemieckich dywersantów, które zaatakowały placówki Straży Granicznej oraz ludność cywilną. Skierowany tam I pluton samochodów pancernych, przybył rano do Rawicza opanowanego już przez żołnierzy z 108 pułku Grenzwachtu. Samochody pancerne wsparły kontruderzenie żołnierzy z III batalionu 55 pułku piechoty. Niemcy zostali z miasta wyparci. II pluton działał w tym czasie między Rawiczem i Lesznem.
Szwadron czołgów rozpoznawczych skierowano do Leszna, gdzie wsparł 1/55 pułku piechoty w walce z dywersantami niemieckimi w mieście. Po południu I pluton czołgów wraz z kompanią piechoty na samochodach ciężarowych wysłano na rozpoznanie w kierunku granicy. Wracający wieczorem po wykonaniu zadania oddział zlikwidował kolejne ognisko niemieckiej dywersji tym razem w Święciechowie.
2 września pododdziały dywizjonu wzięły udział w kilku wypadach na terytorium Niemiec, jakie przeprowadziła Wielkopolska Brygada Kawalerii. II pluton samochodów pancernych wraz z żołnierzami 3/55 pp, przekroczył granicę niemiecką i we wsi Załęcze zniszczył kilka niemieckich pojazdów wojskowych.
Szwadron czołgów wraz ze szwadronem kolarzy zabezpieczał wypad oddziałów atakujących Wschowę. I pluton wziął we wsi Dębowa Łęka (Geyersdorf) jeńców ze 118 pułku Grenzwachtu. Po południu czołgi rozpoznawcze ponownie brały udział w walce z dywersantami niemieckimi w Lesznie.
3 września dywizjon przeszedł w Śremie na prawy brzeg Warty i wszedł w skład grupy odwodowej Kórnik, która miała wspierać obsadzającą Wartę Wielkopolską Brygadę Kawalerii.
6 września szwadron samochodów pancernych oraz szwadron kolarzy brygady stanowiły straż przednią kolumny wycofującej się brygady. Reszta dywizjonu znajdowała się w kolumnie głównej, która przez Konin, Tuliszów i Turek dotarła do Uniejowa. Szwadron samochodów pancernych osłaniał przeprawę brygady przez Wartę oraz jej dalszy marsz w rejon na wschód od Dąbia.
7 września I pluton czołgów skierowany został w kierunku Ozorkowa, a II pluton samochodów pancernych ku Poddębicom. Samochody pancerne współdziałające z kolarzami brygady natknęły się na szosie Łęczyca – Stary Gostków na oddziały rozpoznawcze 102 pp z niemieckiej 24 DP.
Wieczorem dywizjon wycofał się przez Łęczycę do Topoli Królewskiej. 
8 września dywizjon dotarł przez Kutno w pobliże Soboty i pozostawał w odwodzie brygady. 1 pluton samochodów pancernych, wraz ze szwadronem kolarzy 15 pułku ułanów prowadził rozpoznanie w kierunku Łowicza.

#### Nad Bzurą
Od 9 września dywizjon wspierał natarcie pododdziałów brygady na Chruślin, Helenów i Głowno. 9 września dywizjon został wzmocniony czołgiem TKS z działkiem 20 mm, który znaleziono na stacji Jackowice.
Następnego dnia rano, szwadron czołgów ostrzelał kolumnę taborową 26 pp z niemieckiej 30 DP zadając jej straty, potem ubezpieczał węzeł dróg w Bielawach. Szwadron samochodów pancernych wraz z ułanami z 15 pułku, walczył z pododdziałami 20 pp niemieckiej 10 DP w rejonie Chruślina. Wieczorem cały dywizjon obsadził wieś Zgoda.
11 września dywizjon stał w odwodzie brygady i prowadził rozpoznanie. Szwadron czołgów osłaniał wycofanie 3/7 dak. Następnego dnia dywizjon wspierał 1/57 pp w kierunku na Głowno. Wieczorem dywizjon wycofał się za Bzurę i ześrodkował się obok wsi Zduny.
13 września I pluton samochodów pancernych rozpoznawał kierunek Bielaw. W nocy 13/14 września dywizjon przeszedł do rejonu Młodzieszyna. Szwadron samochodów pancernych ubezpieczał kierunek na Wyszogród.
W celu utworzenia przedmościa dowódca Wielkopolskiej BK postanowił opanować Brochów. Wysłał tam szwadron czołgów, a szwadron samochodów pancernych wraz z kolarzami i plutonem zaporowym miał zamknąć przeprawy w Wyszogrodzie. Szwadron czołgów wspierał w Brochowie w dniach 14-16 września 15 pułk ułanów, a następnie 7 pułk strzelców konnych. Tankietki zniszczyły 3 czołgi niemieckie PzKpfw II. Przeciwnikiem były pododdziały zmotoryzowanego pułku SS „Leibstanderte Adolf Hitler” i 4 DPanc.
16 września szwadron czołgów przeprawił się przez Bzurę i przeszedł do Puszczy Kampinoskiej. Szwadron samochodów pancernych i pluton techniczno-gospodarczy nie mogąc doczekać się naprawy mostu, zniszczył sprzęt ciężki, a żołnierze skierowali się pieszo w rejon koncentracji.
18 września I pluton czołgów wspierał natarcie 17 pułku ułanów na Kaliszki i Palmiry. Po południu II pluton i 15 pułk ułanów natknęły się w puszczy na oddział rozpoznawczy niemieckiej 1 DLek. W wyniku walki zniszczono trzy niemieckie czołgi – 2 PzKpfw 35(t) i 1 PzKpfw IV. Około północy w czołgach II plutonu zabrakło paliwa i załogi zniszczyły je.
19 września wozy I plutonu wraz z 7 dak i armatami ppanc odparły natarcie niemieckich czołgów pod Sierakowem.

#### Ku Warszawie
Po walce pod Sierakowem pozostały jedynie dwa sprawne czołgi. One to, wraz z baterią 6 dak i 3 szwadronem pionierów 20 września osiągnęły Młociny. Tego dnia w trakcie nalotu poległ dowódca 71 dywizjonu mjr Kazimierz Żółkiewicz. Zniszczono tam tankietkę z ckm-em z powodu braku paliwa. Ostatnie dwa czołgi wspierały oddziały przedzierające się do Warszawy.
Przybyłe do Warszawy dwie tankietki 71 dywizjonu pancernego (jedna lub obie z nkm-em) były jedynymi polskimi wozami bojowymi które przedostały się do Warszawy z rejonu walk nad Bzurą. Tankietki zostały wcielone w skład szwadronu czołgów rozpoznawczych Dowództwa Obrony Warszawy, natomiast pozostali żołnierze weszli w skład batalionu ochrony mostów kpt. A. Krzyżanowskiego.

## Struktura i obsada personalna batalionu
Obsada personalna we wrześniu 1939 roku:
Dowództwo (poczet dowódcy)

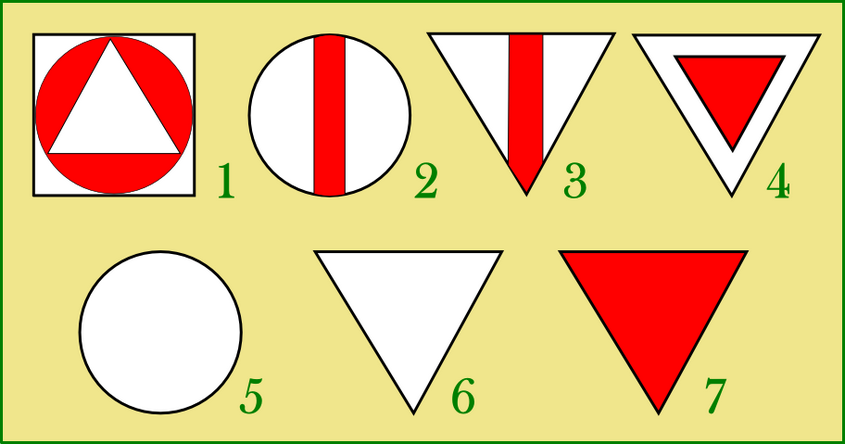
Znaki taktyczne malowane na czołgach lekkich i rozpoznawczych

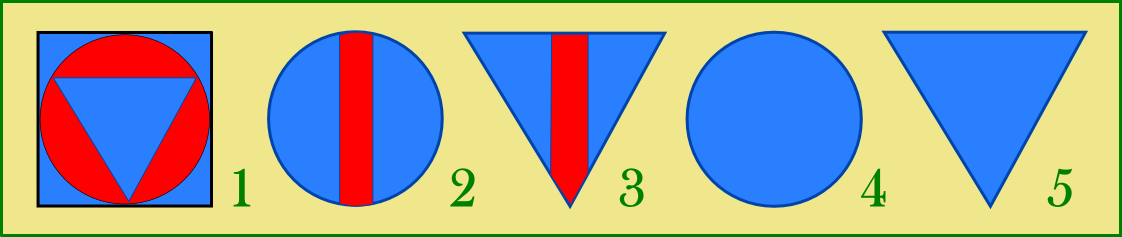
Znaki taktyczne malowane na pojazdach pancernych

- dowódca – mjr Kazimierz Żółkiewicz († 20 IX 1939 w Młocinach podczas nalotu,)
- adiutant – kpt. Kazimierz Rosé (ranny 20 IX 1939,)
- dowódca szwadronu samochodów pancernych – por. Adam Staszków
  - dowódca I plutonu – por. Władysław Mikłaszewski
  - dowódca II plutonu – ppor. rez. Jerzy Gerżabek († 7 IX 1939,)
- dowódca szwadronu czołgów – por. Wacław Chłopik (ranny 11 IX 1939,)
  - dowódca I plutonu – por. Bronisław Kalinowski (ranny 18 IX 1939,)
  - dowódca II plutonu - ppor. rez. Jan Dąbrowski
- dowódca plutonu techniczno–gospodarczego – kpt. Leon Dębski

Organizacja wojenna dywizjonu pancernego: